# Borgomanero
Borgomanero – miejscowość i gmina we Włoszech, w regionie Piemont, w prowincji Novara.
Według danych na rok 2004 gminę zamieszkiwało 19 315 osób, 603,6 os./km².

## Urodzeni w Borgomanero
- Sonia Gioria – włoska siatkarka
- Eleonora Lo Bianco – włoska siatkarka

## Miasta partnerskie
- Bad Mergentheim, Niemcy
- Digne-les-Bains, Francja